# Aslı İskit
Aslı İskit (n. 7 decembrie 1993, în Urla) este o handbalistă din Turcia care evoluează pe postul de intermediar stânga pentru clubul românesc SCM Craiova și echipa națională a Turciei.

## Biografie
Aslı İskit a început să joace handbal la Urla GSK în anul 2004. Anul 2009 marchează debutul ei pentru echipa de senioare İzmir Büyükșehir Belediyesi GSK pentru care a jucat cinci sezoane împreună cu care a participat în Cupa Cupelor și Cupa EHF. În acest timp, ea a fost componentă a selecționatelor de junioare și de tineret a Turciei. A fost prima dată convocată la lotul național de senioare în 2013, cu ocazia calificărilor la Campionatul European din 2014.
În 2014 s-a transferat la Ardeșen GSK iar în sezonul 2015–2016 a jucat pentru Muratpașa Belediyesi SK. În 2016 s-a transferat la echipa suedeză Kristianstad HK. Pentru echipa suedeză a marcat 256 de goluri în 44 de jocuri și a ajuns în sferturile de finală ale Cupei Challenge ediția 2017-2018. După două sezoane în Suedia, Aslı İskit s-a întors în Turcia și a semnat cu Kastamonu Belediyesi GSK cu care a jucat în sferturile de finală ale Cupei EHF ediția 2019-2020. În 2020 s-a transferat la echipa germană Thüringer HC împreună cu care a evoluat în Liga Europeană, competiția care a înlocuit Cupa EHF. Din vara anului 2022 Aslı İskit a jucat pentru echipa românească CS Măgura Cisnădie. Din 2024, ea s-a transferat la altă echipă românească SCM Craiova.
Aslı İskit a fost și componentă a echipei naționale de handbal pe plajă a Turciei.

## Palmares
- Liga Campionilor:
  - Calificări: 2020

- Cupa Cupelor:
  - Turul 3: 2013
  - Turul 2: 2012

- Liga Europeană:
  - Grupe: 2021
  - Turul 3: 2023
  - Turul 2: 2022

- Cupa EHF:
  - Sfertfinalistă: 2020
  - Optimi de finală: 2016
  - Turul 3: 2011
  - Turul 2: 2010, 2019

- Cupa Challenge:
  - Sfertfinalistă: 2015, 2018

- Campionatul Turciei:
  -  Câștigătoare: 2019
  -  Medalie de argint: 2011
  -  Medalie de bronz: 2016

- Cupa Turciei:
  -  Câștigătoare: 2011
  -  Finalistă: 2019

- Supercupa Turciei:
  -  Câștigătoare: 2019
  -  Finalistă: 2011, 2012, 2015

## Performanțe individuale
- Cea mai bună marcatoare din Campionatul Turciei: 2013[4], 2015[25]

## Galerie de imagini

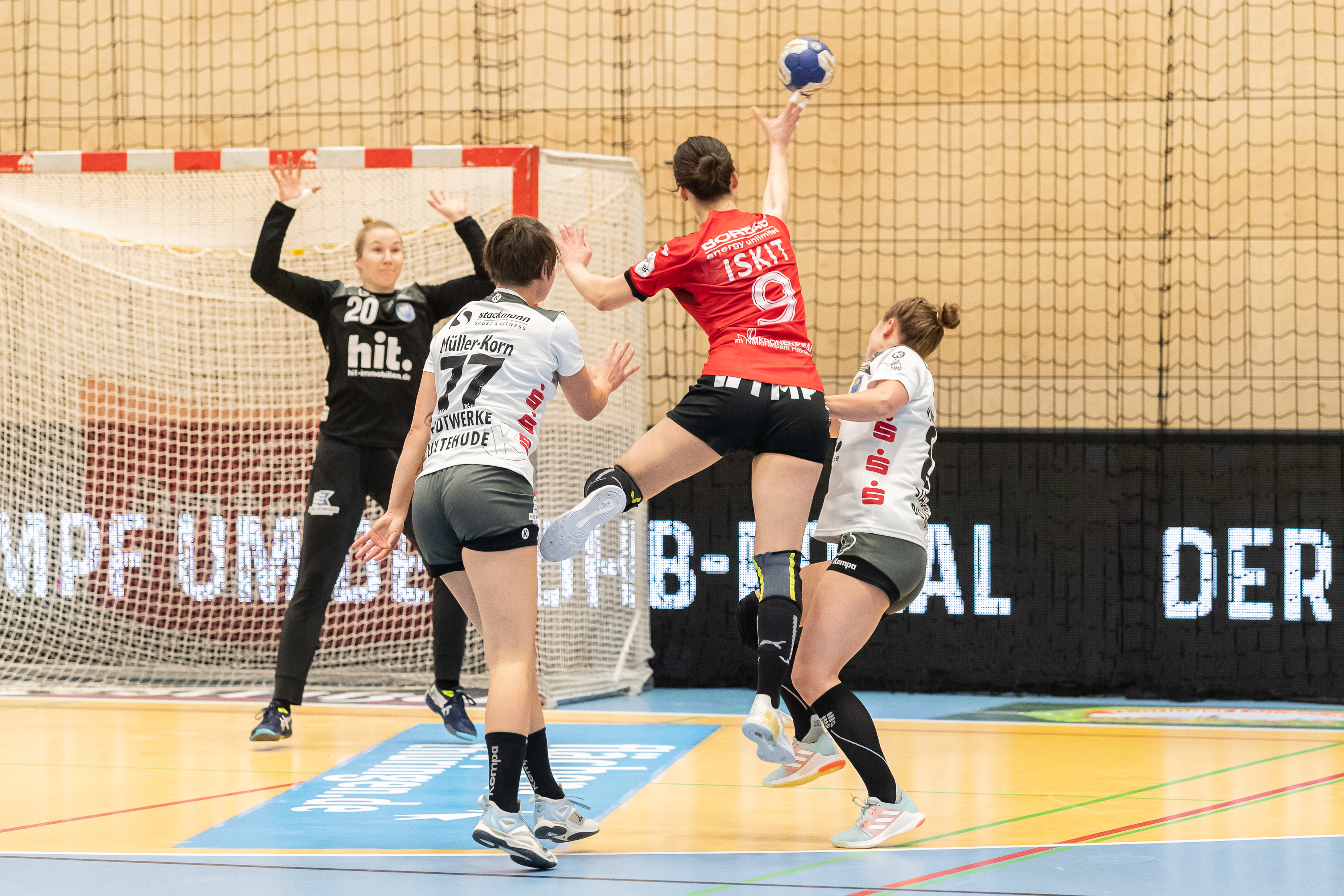
Aslı İskit, 13 martie 2021. İskit în timpul partidei dintre Thüringer HC și Buxtehuder SV, desfășurată în Wiedigsburghalle din Nordhausen.
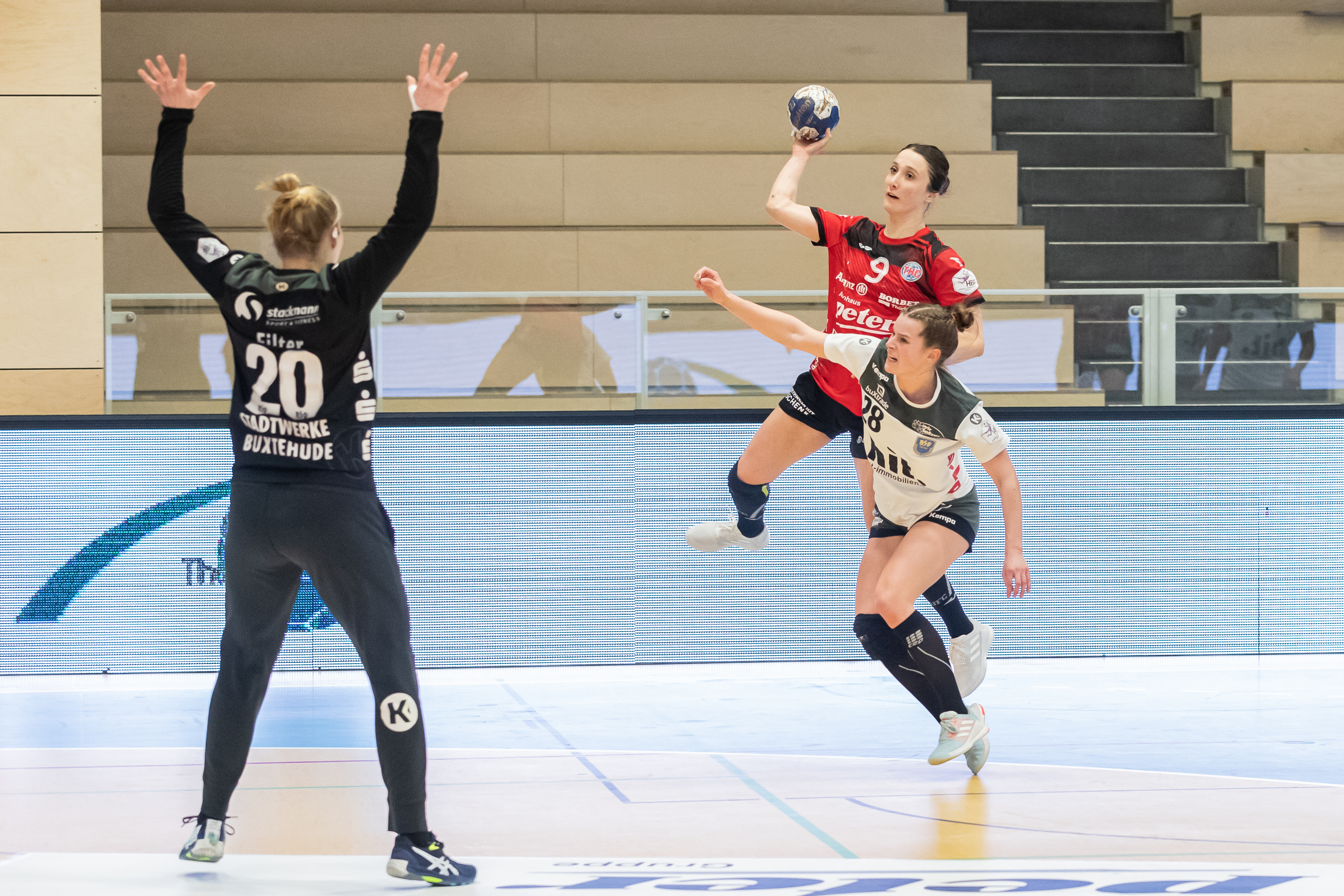
Aslı İskit, 13 martie 2021. İskit în timpul partidei dintre Thüringer HC și Buxtehuder SV, desfășurată în Wiedigsburghalle din Nordhausen.
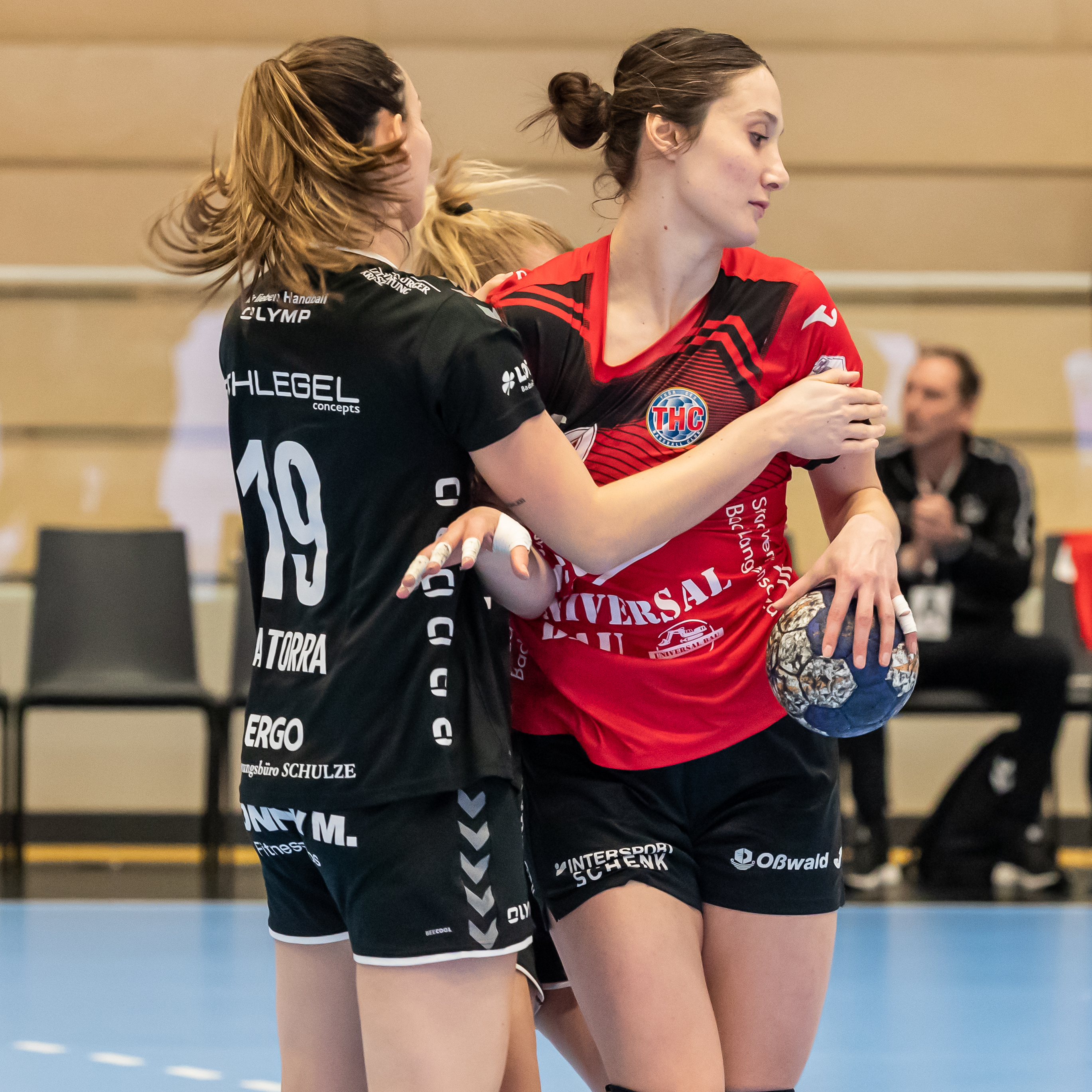
Aslı İskit, 3 februarie 2021. İskit în timpul partidei dintre Thüringer HC și SG BBM Bietigheim:, desfășurată în Wiedigsburghalle din Nordhausen.
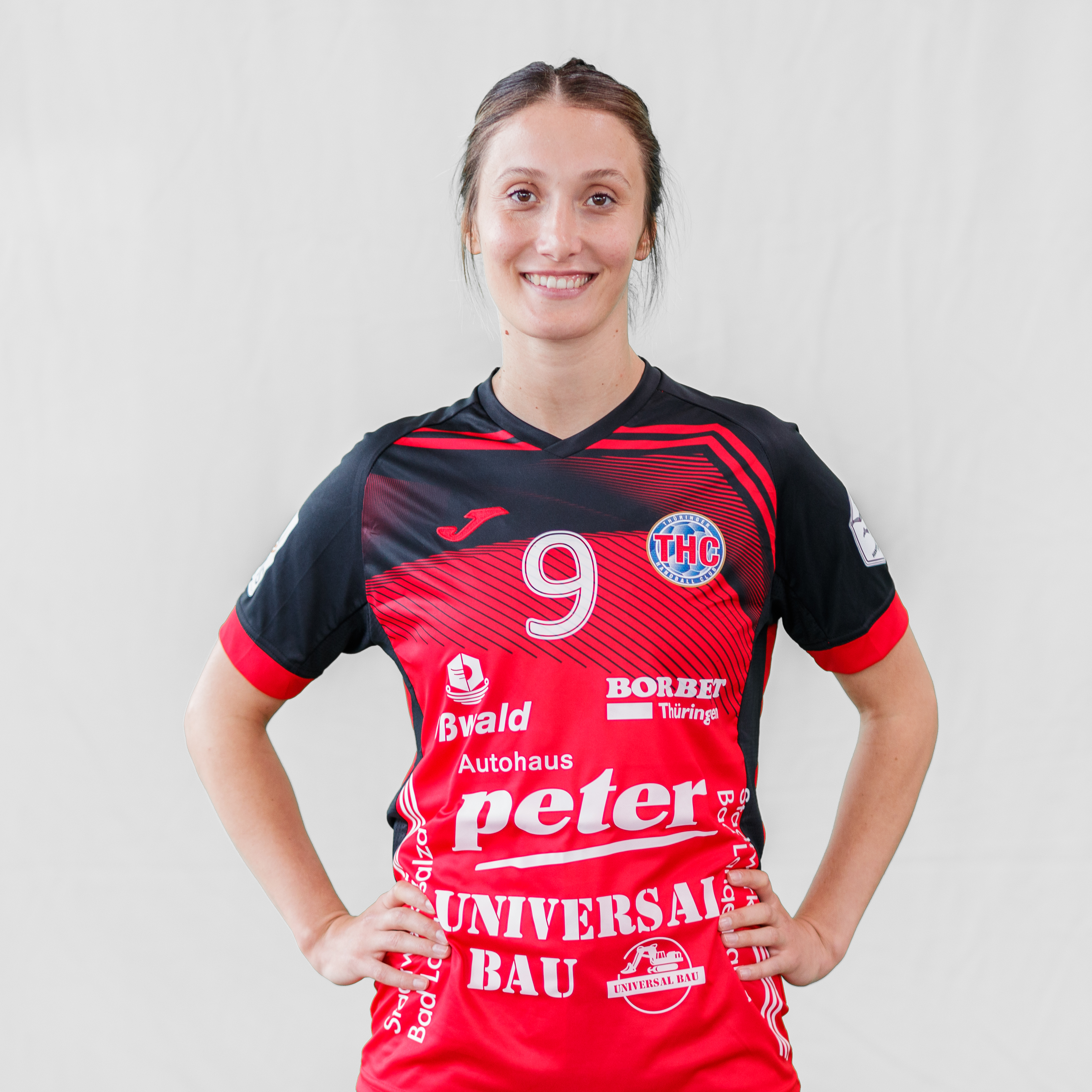
Aslı İskit, 8 iulie 2021.
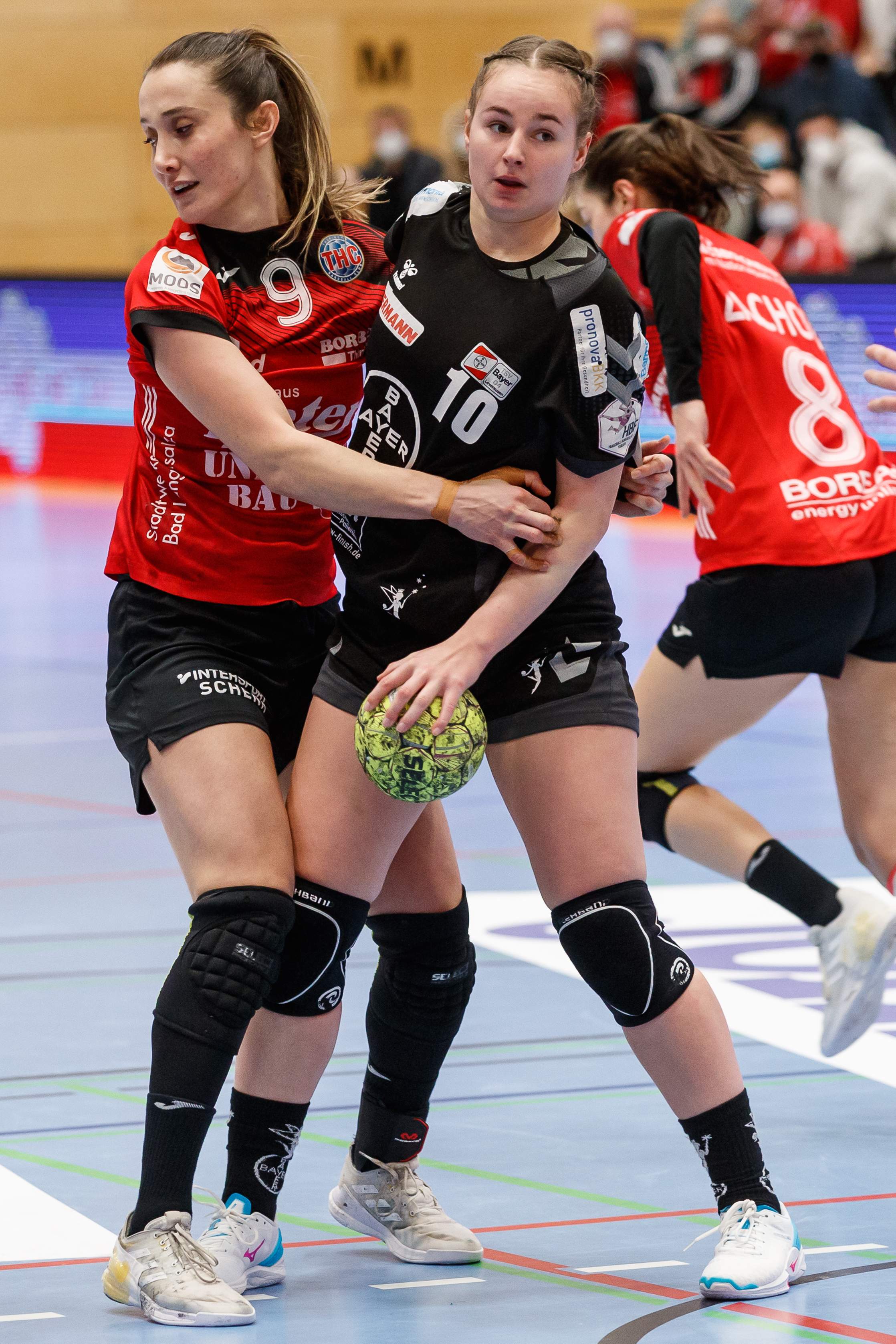
Aslı İskit, 12 februarie 2022. İskit în timpul partidei dintre Thüringer HC și TSV Bayer 04 Leverkusen, desfășurată în Wiedigsburghalle din Nordhausen.
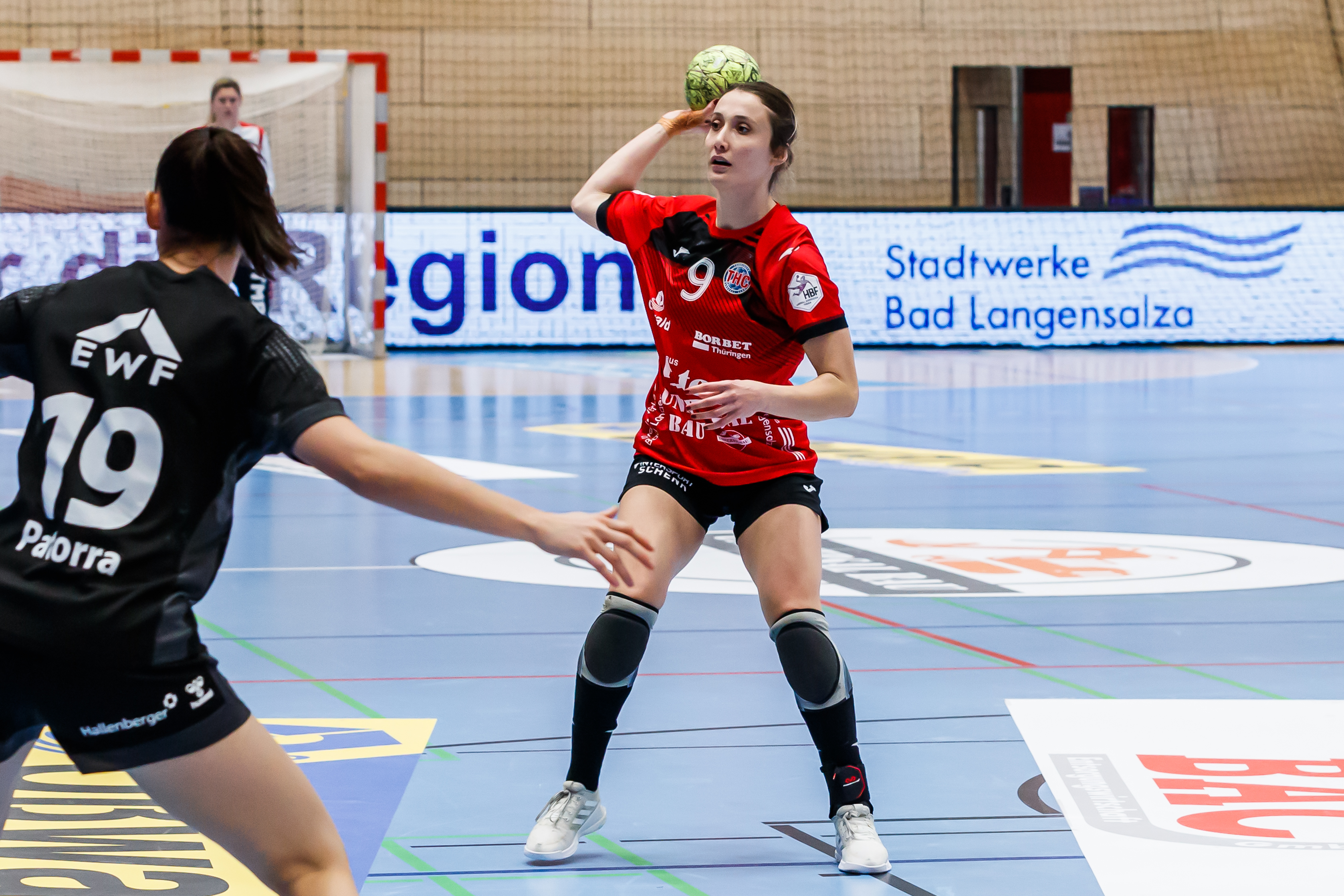
Aslı İskit, 30 octombrie 2021. İskit în timpul partidei dintre Thüringer HC și HSG Bad Wildungen, desfășurată în Wiedigsburghalle din Nordhausen.
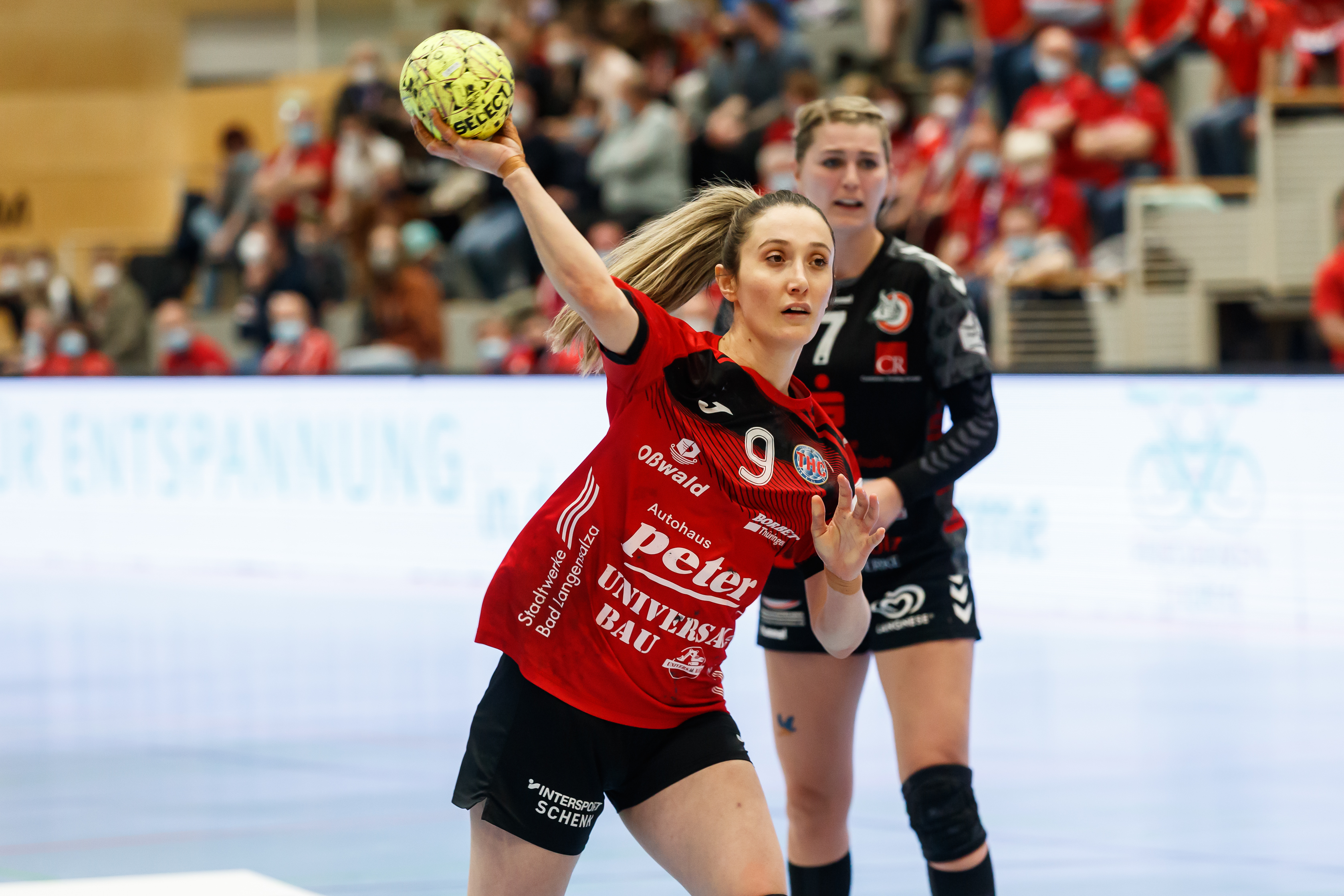
Aslı İskit, 26 martie 2022. İskit în timpul partidei dintre Thüringer HC și HL Buchholz 08-Rosengarten, desfășurată în Wiedigsburghalle din Nordhausen.